# 327 (عدد)
327 هو عدد صحيح، يلي العدد 326 وويسبق العدد 328.

## في الرياضيات

### خصائص
- عدد طبيعي.[3]
- عدد فردي.[4][5]
- عدد موجب،[6] السالب منه هو -327.[7]

## في التاريخ
- 327 هـ هي سنة في التقويم الهجري.
- هي سنة 327 م في التقويم الميلادي.

## وصلات خارجية
الأعداد الصاتمة، ديوان اللغة العربية.